# Katar a 2008. évi nyári olimpiai játékokon
Katar a kínai Pekingben megrendezett 2008. évi nyári olimpiai játékok egyik részt vevő nemzete volt. Az országot az olimpián 7 sportágban 22 sportoló képviselte, akik érmet nem szereztek.
Katar egyike volt azon nemzeteknek, amelyek versenyzői között csak férfiak voltak.

## Atlétika
Férfi

| Versenyző             | Versenyszám    | Előfutam      | Előfutam      | Előfutam      | Negyeddöntő | Negyeddöntő | Negyeddöntő | Elődöntő | Elődöntő | Elődöntő | Döntő         | Döntő         |
| Versenyző             | Versenyszám    | Idő           | Hely.         | Össz.         | Idő         | Hely.       | Össz.       | Idő      | Hely.    | Össz.    | Idő           | Helyezés      |
| --------------------- | -------------- | ------------- | ------------- | ------------- | ----------- | ----------- | ----------- | -------- | -------- | -------- | ------------- | ------------- |
| Samuel Francis        | 100 m          | 10,40         | 1.            | 27.           | 10,11       | 4.          | 13.         | 10,20    | 8.       | 16.      | kiesett       | kiesett       |
| Samuel Francis        | 200 m          | nem indult el | nem indult el | nem indult el | kiesett     | kiesett     | kiesett     | kiesett  | kiesett  | kiesett  | kiesett       | kiesett       |
| Dahám Nadzsim Basír   | 1500 m         | 3:36,05       | 3.            | 6.*           |             |             |             | 3:37,77  | 7.       | 11.      | 3:37,68       | 10.           |
| Számer Kamál Ali      | 1500 m         | 3:41,08       | 7.            | 25.           |             |             |             | kiesett  | kiesett  | kiesett  | kiesett       | kiesett       |
| James Kwalia          | 5000 m         | 13:39,96      | 2.            | 8.            |             |             |             |          |          |          | 13:23,48      | 8.            |
| Szultán Hamísz Zamán  | 5000 m         | 13:53,38      | 12.           | 25.           |             |             |             |          |          |          | kiesett       | kiesett       |
| Ahmad Haszan Abdalláh | 10 000 m       |               |               |               |             |             |             |          |          |          | 27:23,75      | 8.            |
| Esza Iszmáíl Rásed    | 10 000 m       |               |               |               |             |             |             |          |          |          | 27:58,67      | 20.           |
| Felix Kibore          | 10 000 m       |               |               |               |             |             |             |          |          |          | 28:11,92      | 22.           |
| Júszuf Oszmán Káder   | Maraton        |               |               |               |             |             |             |          |          |          | 2:28:40       | 64.           |
| Mubárak Sámi          | Maraton        |               |               |               |             |             |             |          |          |          | nem ért célba | nem ért célba |
| Mohammed edz-Dzavádi  | 110 m gát      | 13,64         | 5.            | 25.           | kizárták    | kizárták    | kizárták    | kiesett  | kiesett  | kiesett  | kiesett       | kiesett       |
| Abu Baker Ali Kamál   | 3000 m akadály | 8:21,85       | 4.            | 12.           |             |             |             |          |          |          | 8:16,59       | 8.            |

| Versenyző         | Versenyszám   | Selejtező | Selejtező | Döntő    | Döntő    |
| Versenyző         | Versenyszám   | Eredmény  | Helyezés  | Eredmény | Helyezés |
| ----------------- | ------------- | --------- | --------- | -------- | -------- |
| Ibráhím Abu Baker | Hármasugrás   | 16,03 m   | 31.       | kiesett  | kiesett  |
| Rásid ed-Doszari  | Diszkoszvetés | 63,83 m   | 9.        | 62,55 m  | 10.      |

* - egy másik versenyzővel azonos időt ért el

## Íjászat
Férfi

| Versenyző  | Versenyszám | Selejtező | Selejtező | 64-es főtábla                    | 32-es főtábla     | Nyolcaddöntő      | Negyeddöntő       | Elődöntő          | Döntő             | Helyezés |
| Versenyző  | Versenyszám | Pont      | Kiemelt   | Ellenfél Eredmény                | Ellenfél Eredmény | Ellenfél Eredmény | Ellenfél Eredmény | Ellenfél Eredmény | Ellenfél Eredmény | Helyezés |
| ---------- | ----------- | --------- | --------- | -------------------------------- | ----------------- | ----------------- | ----------------- | ----------------- | ----------------- | -------- |
| Ali Szálem | Egyéni      | 627       | 57.       | Im Donghjon (KOR) (8.) · 103-108 | kiesett           | kiesett           | kiesett           | kiesett           | kiesett           | 50.*     |

* - egy másik versenyzővel azonos eredményt ért el

## Sportlövészet
Férfi

| Versenyző        | Versenyszám | Selejtező | Selejtező | Döntő   | Döntő    |
| Versenyző        | Versenyszám | Pont      | Helyezés  | Pont    | Helyezés |
| ---------------- | ----------- | --------- | --------- | ------- | -------- |
| Nászer el-Attija | Skeet       | 117       | 15.       | kiesett | kiesett  |
| Rásid Hamad      | Skeet       | 106       | 37.       | kiesett | kiesett  |

## Súlyemelés
Férfi

| Versenyző            | Versenyszám | Szakítás      | Szakítás      | Lökés         | Lökés         | Összesen      | Helyezés      |
| Versenyző            | Versenyszám | Eredmény      | Helyezés      | Eredmény      | Helyezés      | Összesen      | Helyezés      |
| -------------------- | ----------- | ------------- | ------------- | ------------- | ------------- | ------------- | ------------- |
| Dzsáber Szaíd Szálem | +105 kg     | nem indult el | nem indult el | nem indult el | nem indult el | nem indult el | nem indult el |

## Taekwondo
Férfi

| Versenyző            | Versenyszám | Nyolcaddöntő              | Negyeddöntő       | Elődöntő          | Vigaszág elődöntő | Bronz- mérkőzés   | Döntő             | Helyezés |
| Versenyző            | Versenyszám | Ellenfél Eredmény         | Ellenfél Eredmény | Ellenfél Eredmény | Ellenfél Eredmény | Ellenfél Eredmény | Ellenfél Eredmény | Helyezés |
| -------------------- | ----------- | ------------------------- | ----------------- | ----------------- | ----------------- | ----------------- | ----------------- | -------- |
| Abd el-Káder Szarhán | Váltósúly   | Rəşəd Əhmədov (AZE) · 0-5 | kiesett           | kiesett           |                   |                   |                   | 11.      |

## Úszás
Férfi

| Versenyző    | Versenyszám | Előfutam | Előfutam | Előfutam | Elődöntő | Elődöntő | Elődöntő | Döntő   | Döntő    |
| Versenyző    | Versenyszám | Idő      | Hely.    | Össz.    | Idő      | Hely.    | Össz.    | Idő     | Helyezés |
| ------------ | ----------- | -------- | -------- | -------- | -------- | -------- | -------- | ------- | -------- |
| Osama Alarag | 100 m mell  | 1:10,83  | 1.       | 61.      | kiesett  | kiesett  | kiesett  | kiesett | kiesett  |

## Vívás
Férfi

| Versenyző       | Versenyszám | Selejtező         | 32-es főtábla                | Nyolcaddöntő      | Negyeddöntő       | Elődöntő          | Bronz- mérkőzés   | Döntő             | Helyezés |
| Versenyző       | Versenyszám | Ellenfél Eredmény | Ellenfél Eredmény            | Ellenfél Eredmény | Ellenfél Eredmény | Ellenfél Eredmény | Ellenfél Eredmény | Ellenfél Eredmény | Helyezés |
| --------------- | ----------- | ----------------- | ---------------------------- | ----------------- | ----------------- | ----------------- | ----------------- | ----------------- | -------- |
| Hálid al-Hamádi | Tőr, egyéni |                   | Cshö Bjongcshol (KOR) · 3-15 | kiesett           | kiesett           | kiesett           | kiesett           | kiesett           | 25.      |